# Querstadtein
Der gemeinnützige Verein querstadtein (ehemals Stadtsichten e.V.) entwickelt seit 2013 Stadtführungen als Formate der politischen Bildung, die zum Perspektivwechsel einladen. Im Fokus stehen dabei Themen wie Ausgrenzung, Diskriminierung und die Sichtbarmachung des Lebens derer, die viel zu oft übersehen werden. Die Stadtführenden (ehemals wohnungs- oder obdachlose Menschen sowie Flüchtlinge oder Menschen mit Migrationserfahrung) zeigen wichtige Orte ihrer Biografie und sprechen über persönliche und kollektive Erfahrungen. Sie teilen ihren persönlichen Blick auf die Stadt. Durch die Begegnung sensibilisiert querstadtein für Themen sozialer und globaler Ungleichheit.
Ziel von querstadtein ist es, einen Raum für eine Begegnung auf Augenhöhe und einen Austausch zu schaffen mit Betroffenen von Diskriminierung. Von Anfang an erhielten die Aktivitäten von querstadtein hohe Aufmerksamkeit in deutsch- und fremdsprachigen Medien. Das Programm ist auf Erwachsene und Jugendliche ausgerichtet, es werden aber auch Führungen für Kinder ab sieben Jahre angeboten.

## Geschichte und Trägerschaft
In Städten wie Hamburg oder London gab es bereits vor 2013 Stadtführungen, die von ehemals obdachlosen Menschen durchgeführt wurden. Das Konzept für Berlin entwickelten die beiden Gründerinnen von querstadtein, Sally Ollech und Katharina Kühn, im Sommer 2012 nach dem Vorbild einer Tour in Kopenhagen. Ende März 2013 gründeten 13 Personen den gemeinnützigen Verein Stadtsichten e. V. Mit fünf Obdachlosen und ehemals Obdachlosen sowie 15 ehrenamtlichen Mitarbeitern arbeiteten die Gründerinnen die erste Stadtführung aus. Die Stadtführenden findet querstadtein über andere soziale Träger und Netzwerkpartner. Der gemeinnützige Verein mit sozialunternehmerischem Anspruch ist Mitglied im Social Entrepreneurship Netzwerk Deutschland.
Von Anfang an erhielten die Aktivitäten von querstadtein hohe Aufmerksamkeit in deutsch- und fremdsprachigen Medien.

## Ziele
Die Gründerinnen von querstadtein nahmen eine große Kluft zwischen Obdachlosen und dem Rest der Gesellschaft wahr und unternahmen den Versuch, hier gegenzusteuern. Sie verfolgten das Ziel, für vulnerable Gruppen am Rand der Gesellschaft und die übrigen Mitglieder der Gesellschaft einen Raum für Begegnung auf Augenhöhe, für Austausch und Achtsamkeit zu schaffen. Bei den Teilnehmern der Touren sollten neue Perspektiven aufgezeigt, Reflexionen angeregt und ein Beitrag gegen Stereotypisierung geleistet werden.
Auch die Führungen Berliner Migrationsgeschichten lassen sich dieser Zielsetzung zuordnen. Geflüchtete werden zu Akteuren von politischer Bildung, und die Teilnehmenden der Touren werden für die Vielfalt von Fluchtursachen sensibilisiert.

## Aktivitäten

### StadtführungenWohnungslosigkeit & Leben auf der Straße
Die Stadtführenden, ehemalige obdachlose oder wohnungslose Menschen, erzählen auf ihren persönlichen, etwa anderthalb bis zweistündigen Touren von Überlebensstrategien, von Orten und Menschen, die ihre Zeit in der Wohnungslosigkeit oder auf der Straße geprägt haben. Aber auch allgemeine Fakten zum Thema Obdachlosigkeit und Wohnungslosigkeit werden vermittelt.
Die Führungen zum Thema Wohnungslosigkeit & Leben auf der Straße erfolgten in Kooperation mit der Caritas und werden seit Juni 2013 veranstaltet. Zunächst gab es nur einen Stadtführer und alle zwei Wochen eine Führung. Inzwischen (November 2023) bieten sechs Stadtführer Touren durch verschiedene Berliner Bezirke an, die wegen der großen Nachfrage wöchentlich stattfinden. Darüber hinaus buchen Gruppen individuelle Termine. Bis zum 10-jährigen Jubiläum 2023 hatten bereits 100.000 Menschen an den Führungen teilgenommen. Das Programm wurde primär für Erwachsene und Jugendliche konzipiert. Aber auch speziell auf Kinder ab sieben Jahre abgestimmte Touren werden seit 2015 angeboten. Insbesondere für Schulklassen und andere Bildungsgruppen eignen sich diese Touren.

### StadtführungenBerliner Migrationsgeschichten
Seit Frühjahr 2016 veranstaltet querstadtein die etwa anderthalb bis zweistündigen Stadtführungen zum Thema Berliner Migrationsgeschichten durch Berlin. Die meisten Touren sind in englischer Sprache. Auch diese Touren verfolgen das Ziel, Perspektiven von Menschen, die viel zu oft überhört und übersehen werden, in den Köpfen der Mehrheit der Gesellschaft bewusst zu machen und Gelegenheit zur Überprüfung und Veränderung zu geben. Persönliche Erfahrungen verbinden sich mit Informationen zu Flucht und Asyl.
Bis Juli 2016 waren bereits vier Menschen mit Fluchtgeschichte als Stadtführerende gewonnen worden. Sie versuchen ihren Zuhörern zu vermitteln, wie sich in Deutschland ein Neustart als Asylbewerber anfühlt. Zu diesem Zweck erhalten die Teilnehmenden etwa in der Sonnenallee, in der an vielen Häusern Werbeschilder in arabischer Schrift angebracht sind, Zettel mit dem arabisch geschriebenen Namen eines Geschäfts und den Auftrag, das Wort auf einem Schild in der Straße wiederzufinden. Im November 2023 gab es sieben aktive Stadtführende, die Touren rund um die Themen Migration und Flucht anboten.

## Finanzierung
Einen Großteil der Ausgaben von querstadtein machen die Personalkosten aus. Derzeit gibt es drei feste Mitarbeitende für die Projektleitung, Koordination und Weiterentwicklung von Angeboten, einen Bundesfreiwilligenleistenden, Honorarkräfte sowie ehrenamtlich Unterstützende. Auch die Stadtführenden arbeiten ehrenamtlich und erhalten für ihre Arbeit nur eine Aufwandsentschädigung.
Die finanziellen Mittel stammen aus mehreren Quellen:

### Ticketverkauf
Einen Teil seiner Einnahmen erhält querstadtein aus dem Verkauf der Tickets für die Stadtführungen. Neben einem normalen und einem reduzierten Preis gibt es hier auch die Möglichkeit, ein Solidarticket zu einem höheren Preis zu erwerben, um die Aktivitäten in größerem Maße zu unterstützen. Doch reichen diese Einnahmen für die Kostendeckung noch nicht aus (Stand Januar 2023).

### Fördermittel
Die Bundeszentrale für politische Bildung unterstützte querstadtein für die Stadtführungen von Geflüchteten als Modellprojekt im Bereich Flucht und Asyl. Dank der Förderung der Auerbach-Stiftung konnte querstadtein im März 2014 eine Vollzeitstelle für die Projektleitung etablieren, im Oktober 2015 gelang durch die Schaffung einer zweiten Vollzeitstelle für die Projektleitung die Entwicklung der Führungen Geflüchtete zeigen ihr Berlin. Auch erhielt querstadtein Mittel aus dem Programm Lokales Soziales Kapital (LSK), das die Förderung von Mikroprojekten aus EU- und Landesmitteln, hier also über den Berliner Senat, ermöglicht. Weitere Zuwendungsgeber sind die Joachim Herz Stiftung, die Stiftung Berliner Sparkasse und die Deutsche Postcode Lotterie.

### Spenden
Einmalspenden sind ebenso möglich wie regelmäßige Spenden an den Verein querstadtein. Des Weiteren können Fördermitgliedschaften beantragt werden um querstadtein regelmäßig zu unterstützen und damit die Arbeit unabhängig und langfristig planbar zu gestalten.

## Auszeichnungen (Auswahl)
Bereits 2012 wurde querstadtein im bundesweiten Businessplan-Wettbewerb startsocial, der unter der Schirmherrschaft von Angela Merkel steht, mit einem Beratungsstipendium ausgezeichnet. 2013 erhielt querstadtein den Engagementpreis. Er wird vom Verein FES-Ehemalige e. V. vergeben, in dem sich ehemalige Stipendiaten der Friedrich-Ebert-Stiftung zusammengeschlossen haben. Im März 2015 wurde die Arbeit von querstadtein von der Robert-Bosch-Stiftung mit der Aufnahme in das Programm Die Verantwortlichen belohnt. Zusammen mit dem Sharehaus Refugio wurde querstadtein am 4. November 2015 mit Geflüchtete zeigen ihr Berlin in das ANKOMMER. Perspektive Deutschland-Stipendium aufgenommen, ein von der KfW gefördertes Projekt der Social Impact gGmbH. Im Rahmen dieses Ideenwettbewerbs werden innovative Projekte ausgezeichnet, die Geflüchteten die gesellschaftliche und wirtschaftliche Teilhabe in Deutschland erleichtern. Das achtmonatige Stipendium besteht überwiegend aus Beratungsleistungen. 2019 wurde der Verein für das Projekt „Obdachlose zeigen Schülern ihr Berlin“ mit dem Deutschen Engagementpreis in der Kategorie Chancen schaffen ausgezeichnet. Im Jahr 2022 wurde die von querstadtein organisierte Tour Kreuzberg behind the Scenes: The Making of a Diverse Neighbourhood vom Bündnis für Demokratie und Toleranz im Wettbewerb „Aktiv für Demokratie und Toleranz“ ausgezeichnet. 2023 erhielt querstadtein den Roman Herzog Preis der Berliner Sparkasse. Der Preis würdigt Berliner Projekte oder Initiativen, die durch ihre besondere Innovationskraft gesellschaftliches Engagement und Unternehmertum verbinden und so zur Weiterentwicklung der Gesellschaft und deren Zusammenhalt beitragen.